# Annahütte (Karawanken)
Die Annahütte war ein privates alpines Schutzhaus auf 1700 m ü. A. Höhe in den Karawanken in Kärnten, Österreich. Sie wurde am Jepcasattel westlich des Mittagskogels direkt an der Grenze zwischen Kärnten und Slowenien errichtet und am 28. August 1932 eingeweiht. Sie diente als Stützpunkt für Gipfeltouren und wurde u. a. wegen der guten Aussicht auf die beiden Länder gern besucht. 
Nach Ausbruch des Zweiten Weltkrieges 1939 erfolgte aufgrund der Grenzlage die Sperrung der Annahütte und Nutzung durch den Grenzschutz. Am 17. November 1944 wurde die Hütte bei einem Feuergefecht bis auf die Grundmauern niedergebrannt. Ein später beabsichtigter Wiederaufbau kam nicht zustande. Bis 2019 fanden am früheren Standort der Annahütte Kirchtage statt.